# NGC 2429
NGC 2429 في الفهرس العام الجديد، هي مجرة، تقع في كوكبة الوشق. اكتشفت في 10 مارس 1874 بواسطة رالف كوبلاند.

## روابط خارجية
- NGC 2429 على موقع ويكي سكاي: DSS2, SDSS, GALEX, IRAS, Hydrogen α, X-Ray, Astrophoto, Sky Map, Articles and images